# Pseudostenapion simum
Pseudostenapion simum – gatunek chrząszcza z rodziny pędrusiowatych i plemienia Aplemonini, jedyny z monotypowego rodzaju Pseudostenapion. Zamieszkuje zachód Palearktyki.

## Taksonomia
Gatunek ten opisany został po raz pierwszy w 1817 roku przez Ernsta Friedricha Germara pod nazwą Apion simum. W nowym, monotypowym podrodzaju Apion (Pseudostenapion) umieszczony został w 1930 roku przez Hansa Wagnera. Wyniesienia owego podrodzaju do rangi osobnego rodzaju dokonał w 1990 roku Miguel A. Alonso-Zarazaga.

## Morfologia
Chrząszcz o ciele długości od 1,8 do 2,4 mm. Ubarwienie ma matowo czarne, jedynie na pokrywach słabo połyskujące stalowym odcieniem. Oskórek porastają białe, wyraźne, choć krótkie i rzadkie włoski, na międzyrzędach pokryw tworzące pojedyncze szeregi.
Szeroka głowa ma szerokie i płaskie czoło, przeciętnie sklepione, okrągłe oczy, krótkie i rozbieżne, sięgające przednich brzegów oczu kile podoczne oraz zazwyczaj równoległe skronie. Umieszczone tuż za ⅓ długości ryjka, stosunkowo krótkie i grube czułki zwieńczone są niespełna dwukrotnie dłuższymi niż szerszymi, prawie owalnymi buławkami. Ryjek jest bardzo krótki, gruby, stożkowaty, całkowicie prosty; jego długość stanowi około 0,7 długości przedplecza. U samca ryjek jest tak długi jak reszta głowy, u samicy zaś trochę od niej dłuższy. Niezbyt głębokie rowki leżą na spodzie ryjka.
Przedplecze jest walcowate, wąskie, nieco tylko szersze od głowy mierzonej na wysokości oczu, około 1,1 raza dłuższe niż szersze, o brzegach bocznych równoległych lub lekko ku przodowi się rozbiegających. Dołki przedtarczkowe ma małe i bruzdowate, a krawędź tylną prostą. Prawie kwadratowa, mnie więcej tak szeroka jak długa tarczka jest dość wypukła. Pokrywy mają kształt owalny, silnie rozszerzony ku tyłowi, u nasady trochę szerszy od tylnej krawędzi przedplecza, w części środkowej znacznie szerszy niż w nasadowej, najszerszy za środkiem długości. Barki są słabo wyrażone. Biodra środkowej pary stykają się ze sobą. Stopy mają pazurki o ząbkach nasadowych tak mocno stępionych, że wyglądają jak nabrzmiałości.
Odwłok ma sternity pierwszy i drugi lekko wypukłe z wypłaszczonym środkiem, sternit piąty zaś o tylnej krawędzi zaokrąglonej u samicy i ściętej u samca. Y-kształtne spiculum gastrale ma trzonek (manubrium) blisko trzykrotnie dłuższy od ramion. Genitalia samca mają tegmen o rozdzielonych trójkątnym wcięciem i na szczytach zaokrąglonych płatach parameroidalnych, a także zakrzywione i oddzielone okienka oraz zrośnięte z wolnym pierścieniem i wcięte prostegium. Niemal płaskie prącie rozszerza się umiarkowanie do wysokości ostium, a na szczycie ma zaokrąglony guzek. W jego ednofallusie znajdują się dwie boczne grupki ząbków nasadowych, niewielka pośrodkowa chropowatość oraz długie na od 3 do 6 μm spikule w części wierzchołkowej.

## Ekologia i występowanie
Owad rozmieszczony od nizin po rejony górskie, w tych ostatnich dochodzący do regla dolnego. Jest monofagiem. Endofitofagiczne larwy przechodzą rozwój wewnątrz łodyg dziurawców. Stwierdzono ich żerowanie w dziurawcach kosmatym, nadobnym, rozesłanym i zwyczajnym. W czasie rozwoju drążą chodniki, nie powodując powstawania wyrośli. Przepoczwarczenie następuje w łodydze.
Gatunek palearktyczny. W Europie znany jest z Hiszpanii, Francji, Luksemburga, Holandii, Niemiec, Austrii, Włoch, Danii, Szwecji, Finlandii, Estonii, Łotwy, Litwy, Polski, Czech, Słowacji, Węgier, Ukrainy, Rumunii, Słowenii, Chorwacji, Serbii i europejskiej części Rosji. Poza starym kontynentem podawany jest z Algierii i Zakaukazia.